# Anna Maria Bernasconi
Anna Maria Bernasconi (Monza, 4 gennaio 1945) è una politica italiana.

## Biografia
Diplomata al Liceo classico Zucchi di Monza, si laurea in Medicina all'Università di Milano, con specializzazione in anestesia e rianimazione.
Esponente del PCI, è consigliera comunale a Monza dal 1983 (restando in carica fino al 1994). Eletta alla Camera dei deputati nel 1987. In seguito alla svolta della Bolognina, aderì al Partito Democratico della Sinistra.
Alle elezioni del 1996 viene eletta senatrice per il PDS. Ricandidata al Senato anche nel 2001 con L'Ulivo, non è rieletta, venendo battuta nel collegio uninominale di Monza. Fa parte della direzione nazionale dei Democratici di Sinistra fino allo scioglimento del partito.